# Robert Antoine Pinchon
Robert Antoine Pinchon (Rouen, 1º de julho de 1886 - Bois-Guillaume, 9 de janeiro de 1943) foi um pintor pós-impressionista francês ligado à segunda geração da Escola de Rouen.
Filho de Robert Pinchon, bibliotecário, jornalista, crítico de teatro da cidade de Rouen e amigo próximo de Guy de Maupassant; Robert Antoine Pinchon nasceu e cresceu num ambiente artístico e literário, sendo desde muito jovem atraído pela pintura. Talento precoce, exibiu suas primeiras telas em 1900, com a idade de 14 anos.
Estudou na Escola de Belas Artes de Rouen. Participou das exposições do Salon d'Automne de 1905 e 1906. Aproximando-se dos fauvistas, fundou em 1907 com Pierre Dumont o Grupo dos Trinta, congregando artistas e escritores independentes, incluindo André Derain, Raoul Dufy, Henri Matisse e Maurice de Vlaminck.
Mobilizado durante a Primeira Guerra Mundial, foi ferido durante a Batalha do Marne em Berry-au-Bac. Posteriormente, foi feito prisioneiro durante a Batalha de Verdun.
Após o término da guerra participou de inúmeras exposições em Rouen, nos salões da Société des Artistes Rouennais, onde se tornou presidente em 1935, e no Salon des Artistes Français. Tornou-se membro da Academia de Rouen em 1932, da qual tornou-se presidente em 1941.

Entre seus trabalhos destacam-se uma série de paisagens do Rio Sena, principalmente em torno de Rouen, e paisagens retratando lugares próximos à Alta Normandia.